# Operatie Collar
Operatie Collar was de codenaam voor een Britse militaire operatie in Frankrijk. 

## Geschiedenis
Op 23 juni 1940, toen de geallieerden bijna waren verslagen op het Europese vasteland, voerden de Britten een eerste commando-actie uit op de Franse kust. Het gebied tussen Boulogne en Le Touquet werd hiervoor uitgekozen. De actie werd uitgevoerd door honderdtwintig leden van het No. 11 Commando. dat onder leiding stond van majoor Ronny Tod. De actie was geen succes, maar had wel een positieve invloed op het moreel van de terugtrekkende troepen. De Britten verloren één man en er werden twee Duitsers gedood. 